# Tamires Cássia Dias Gomes
Tamires Cássia Dias Gomes (født 10. oktober 1987), mest kendt som Tamires, er en brasiliansk fodboldspiller, som spiller for den brasilianske storklub Corinthians og for Brasilien. Hun har tidligere været en stor profil for Fortuna Hjørring i den danske Elitedivision i fire år. Hun deltog ved VM i fodbold for kvinder 2015 og 2019 og deltog ligeledes ved OL 2016. Hun spillede sin landskamp nummer 100 12. december 2019 i en kamp mod Mexico.

## Internationale mål
| Mål   | Dato       | Sted                   | Modstander | #   | Scoring | Resultat | Konkurrence                |
| ----- | ---------- | ---------------------- | ---------- | --- | ------- | -------- | -------------------------- |
| mål 1 | 2013-09-25 | Saviese                | Mexico     | 1.1 | 4–0     | 4–0      | Valais Cup 2013            |
| mål 2 | 2014-04-09 | Brisbane               | Australien | 1.1 | 1–1     | 2–1      | Venskabskamp               |
| mål 3 | 2014-09-26 | Sangolquí              | Argentina  | 1.1 | 5–0     | 6–0      | Copa América 2014          |
| mål 4 | 2016-12-7  | Manaus                 | Costa Rica | 1.1 | 2–0     | 6–0      | Torneio Internacional 2016 |
| mål 5 | 2019-10-8  | Kielce, Polen          | Polen      | 1.1 | 0–2     | 1–3      | Venskabskamp               |
| mål 6 | 2022-09-2  | Johannesburg, Sydfrika | Sydafrika  | 1.1 | 0–3     | 0–3      | Venskabskamp               |
| mål 7 | 2022-04-11 | Nürnberg, Tyskland     | Tyskland   | 1.1 | 0–1     | 1–2      | Venskabskamp               |